# Bharthana
Bharthana là một thành phố và là nơi đặt ban đô thị (municipal board) của quận Etawah thuộc bang Uttar Pradesh, Ấn Độ.

## Địa lý
Bharthana có vị trí 26°45′B 79°14′Đ / 26,75°B 79,23°Đ Nó có độ cao trung bình là 135 mét (442 foot).

## Nhân khẩu
Theo điều tra dân số năm 2001 của Ấn Độ, Bharthana có dân số 38.781 người. Phái nam chiếm 52% tổng số dân và phái nữ chiếm 48%. Bharthana có tỷ lệ 72% biết đọc biết viết, cao hơn tỷ lệ trung bình toàn quốc là 59,5%: tỷ lệ cho phái nam là 77%, và tỷ lệ cho phái nữ là 66%. Tại Bharthana, 15% dân số nhỏ hơn 6 tuổi.